# Edward Peltz
Edward William Max „Eddie“ Peltz (* 16. Dezember 1916 in der Provinz Transvaal; † 1969) war ein südafrikanischer Boxer.

## Werdegang
Edward Peltz nahm an den Olympischen Sommerspielen 1936 in Berlin teil. Im Mittelgewichtsturnier unterlag er in seinem Erstrundenkampf dem späteren Silbermedaillengewinner Henry Tiller.